# Ici Paris (együttes)
Az Ici Paris egy francia rockzenei együttes volt, amely 1979-ben jött létre Párizsban és az 1980-as években vált ismertté, eleinte a yé-yé irányzat kései reprezentánsaként. Zenei stílusuk rövid időn belül a punk felé tolódott el, amihez az együttes tagjai a kinézetükkel is alkalmazkodtak.

## Tagok
Az együttest 1979-ben Marie Christine Alcaraz (ének), Hervé Shere Khan (gitár), Crost Flament (gitár), Philippe Becquelin (gitár), Jean-Claude Cottet  (basszusgitár) és Pascal Courtinel (ütő) alapította. 1982-ben az énekesnő már Anicée Shahmanesh (Anicée Alvina) volt, Shere Khan mellett Olivier de la Celle gitározott, és váltás történt a basszgitáros posztján is, amit La Momie töltött be. Az együttes 2012-es felállásában szintén Azadée volt az énekes, az alapítókat Shere Khan és Pascal Courtinel képviselte, míg a csapat új gitárosa Jéronimo, basszusgitárosa pedig Brice volt.

## Diszkográfia

### Kislemezek
- Le Centre du Monde (1980, Gaumont) – 2 dal, 6:47 perc[2]
- Twist á Paris (1981, Gaumont) – 4 dal, 9:11 perc[3]
- Allo le monde… Ici Paris (1982, Gaumont)
- Maman je ne veux plus aller à l’école (1983, Ariola)
- Si tu m’aimes encore (1987, Milk Shake)

### Albumok
- My girlfriend was a punk (1998, Pirate)
- Allo le Monde (2001.) – 15 dal, 45:55 perc[4]
- Le Retour (2012)[5]

### Válogatásalbumok
- Femmes de Paris, Volume 2 (2002. szeptember 22.) – egy Ici Paris-dal (Miss Tatouée) az album 17 száma között[6]
- Femmes de Paris et gentlemen de Paris (2008. május 5.) – egy Ici Paris-dal (Miss Tatouée) a 4 lemezes összeállítás 73 száma között[7]

## Ismertebb számaik
- Miss Tatouée[8]
- Le Centre du Monde[9]